# Austrolimnophila (Austrolimnophila) chiloeana
Austrolimnophila (Austrolimnophila) chiloeana is een tweevleugelige uit de familie steltmuggen (Limoniidae). De soort komt voor in het Neotropisch gebied.